# 海部市
もしかして
- あま市

ではありませんか？